# Jan Simoen
Jan Simoen (Nieuwpoort, 1953. december 9. –) belga labdarúgó, csatár.

## Pályafutása
1970 és 1977 között az AS Oostende labdarúgója volt, ahol két idény alatt a harmadosztályból az élvonalba jutott a csapattal. 1977 és 1979 között a Club Brugge csapatában szerepelt, ahol egy belga bajnoki címet szerzett és agja volt az 1977–78-as idényben BEK-döntős együttesnek. 1979–80-ban az SK Beveren, 1980–81-ben a Cercle Brugge játékosa volt. 1981 és 1987 között a Sint-Niklase SK labdarúgója volt, ahol három idény alatt a harmadosztályból az élvonalba jutott az együttessel. 1987 és 1990 között a Torhout csapatában szerepelt.

## Sikerei, díjai
AS Oostende
- Belga bajnokság – harmadosztály
  - bajnok: 1972–73
- Belga bajnokság – másodosztály
  - 2. (feljutó): 1973–74

 Club Brugge
- Belga bajnokság
  - bajnok: 1977–78
- Belga kupa
  - döntős: 1979
- Bajnokcsapatok Európa-kupája (BEK)
  - döntős: 1977–78

 Sint-Niklase SK
- Belga bajnokság – harmadosztály
  - bajnok: 1981–82
- Belga bajnokság – másodosztály
  - bajnok: 1983–84